# Africans de Romania
Els africans de Romania o afro-romanesos són ciutadans o residents a Romania d'origen africà. Les poblacions afro-romaneses es concentren majoritàriament a les principals ciutats de Romania. Hi ha hagut africans immigrant a Romania des de l'era comunista.
La majoria dels afro-romanesos són d'ascendència mixta, generalment són fills d'un pare romanès i d'una estudiant africana que va venir a Romania. Nicolae Ceaușescu tenia un pla per educar les elits africanes. La majoria d’africans que van estudiar a Romania durant l'era de Ceaușescu provenien de països de l’Àfrica subsahariana com la República Centreafricana, el Sudan, la RDC, la República del Congo, i altres estats, principalment d'Àfrica Occidental i Àfrica Equatorial, amb la qual Ceaușescu va desenvolupar relacions estretes, així com del Magrib (vegeu Àrabs a Romania). Des de principis dels anys 60, joves de tot el món van venir a estudiar a la República Socialista de Romania. La direcció de l'estat comunista volia vincular l’amistat mútua amb diferents països.
Després de la caiguda del comunisme, el nombre d'afro-romanesos va augmentar.

## Àrees
A Bucarest, tot i que els afro-romanesos viuen a totes les parts de la ciutat, la majoria es concentren a les zones de Giurgiului i Baicului.

## Persones notables

### Dissenyadors de moda
- Joseph Seroussi

### Modelatge
- Agnès Matoko

### Música
- Kamara Ghedi
- Veronika Tecaru
- Julie Mayaya
- Tobi Ibitoye

### Polítics
- Gaston Bienvenu Mboumba Bakabana

### Esports
- Nana Falemi - Futbolista
- Jean-Claude Bozga - Futbolista
- Calvin Tolmbaye - Futbolista
- Baudoin Kanda - Futbolista
- Yasin Hamed - Futbolista
- Karim Adeyemi - Futbolista
- Benjamin Adegbuyi - Kickboxer
- Stephen Hihetah - Jugador de rugbi
- Giordan Watson - Jugador de bàsquet
- Uchechukwu Iheadindu - Jugador de bàsquet
- Annemarie Părău - Jugadora de bàsquet
- Chike Onyejekwe - Jugador d'handbol
- Nneka Onyejekwe - Jugador de voleibol

### Televisió
- Cabral Ibacka
- Laura Nureldin
- Nadine Voindrouh
- Désirée Malonga
- Florina Fernandes